# Cape Bowles
Cape Bowles är en udde i Antarktis. Den ligger på Clarence Island  i Sydshetlandsöarna. Argentina, Chile och Storbritannien gör anspråk på området.
Terrängen inåt land är kuperad västerut, men åt nordväst är den bergig. Havet är nära Cape Bowles åt sydost. Trakten är obefolkad. Det finns inga samhällen i närheten.